# 游戏机游戏
游戏机游戏（英語：Console game，中国大陆又称主机游戏）是一种用于娱乐的互动多媒体形式。
相对于街机游戏和电脑游戏而言，游戏机游戏通过电子游戏机生成的可操作的图像（且常配有音效），并以电视机或等音视频系统输出。用户一般通过手持式控制器连接游戏机来操控游戏。控制器上一般有数个按键及方向控制元件（比如类比摇杆），各按键有特定的功能，可以来控制屏幕上的图像。将显示屏、扬声器、按键等集成到一体，便于携带的游戏机被称作掌上游戏机；与之相对，通常以电视机为显示器，不易携带游戏机被称为家用游戏机或电视游戏机。
早期家用游戏机是用ROM卡带储存游戏，但随着技术进步，现在的游戏机通常使用光盘作游戏储存媒介（CD，或容量更高的DVD和蓝光光碟）。最近的游戏和游戏演示可以通过互联网直接下载。然而简单的游戏机只有几个内置游戏。任天堂DS、任天堂3DS等掌上游戏机使用卡带储存游戏。